# 3Dスキャニング
3Dスキャニングは（スリーディー・スキャニング）、3D測定機器（光学スキャナ、レーザースキャナ等）を使用し、測定対象物の表面形状を3次元すなわちXYZ値のデジタルデータとして取得する仕組みである。3Dスキャン技術とも。

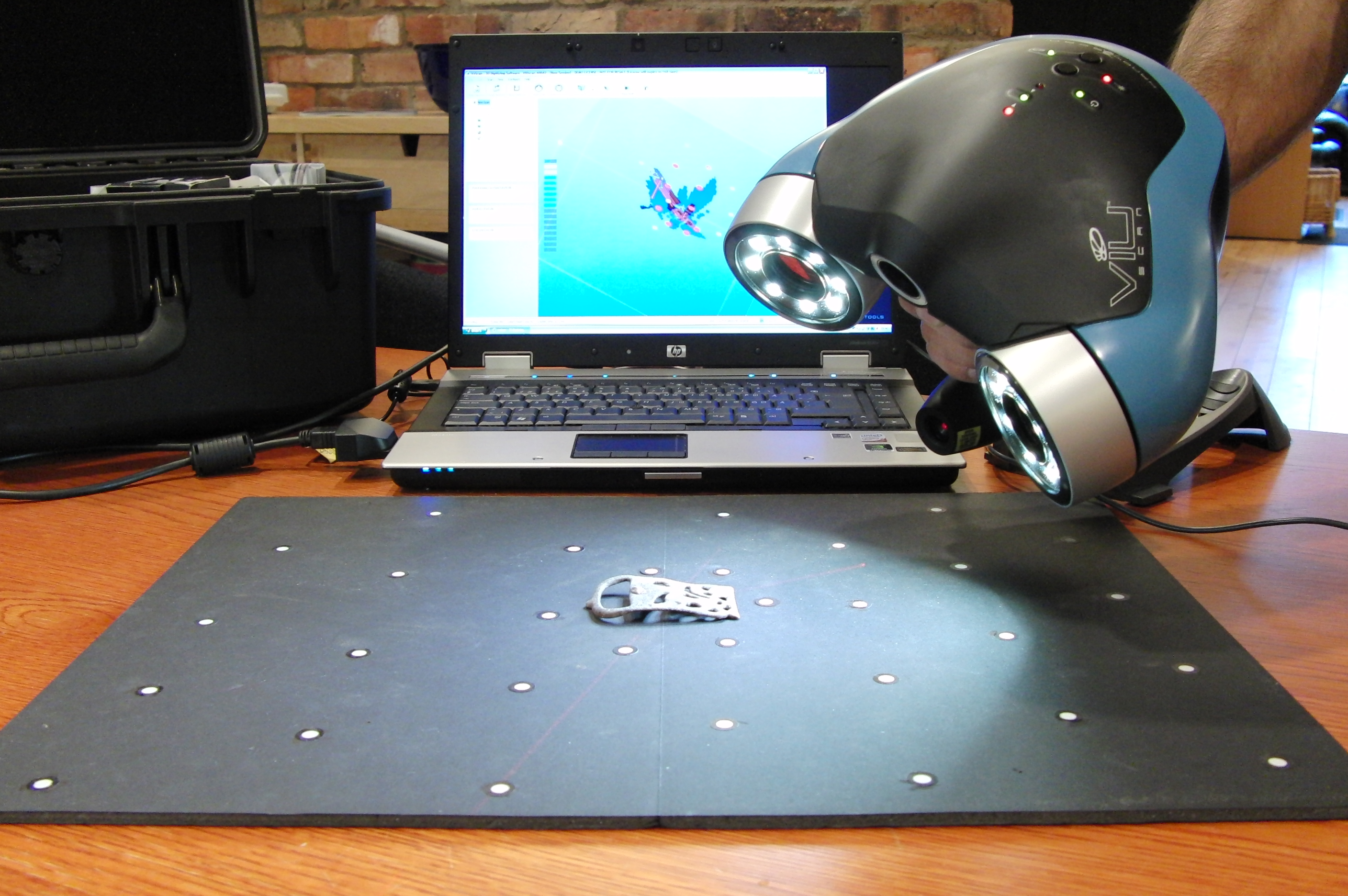
ヴァイキングの考古資料ベルトバックル（台の中央）の3D模型を作る。レーザー式3D画像読み取り装置（画面右）で3次元データを取得（VIUscan）

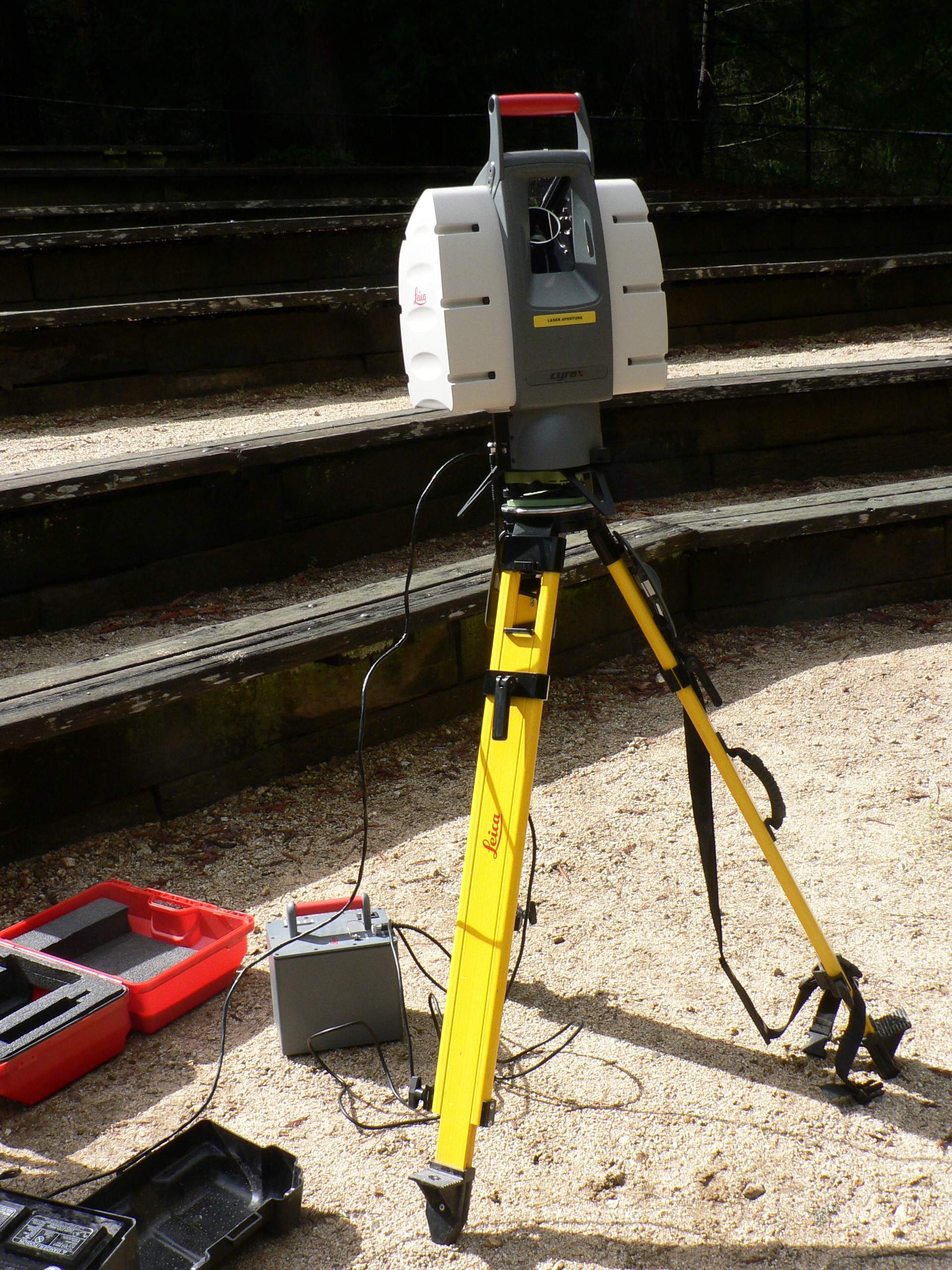
この装置LiDAR（ライダー）でスキャンして取得したデータを加工すると、建物や地層などの3D模型を作成できる。広い範囲に照射するヘッドは水平に回転し、ミラーは垂直に反転。

## 概要
開発は海外で先行して発展し、あるいはまた、その趣旨は測量の延長として地形（土木系）や大型構造物（建築系）の形状計測に用いてきた。
以前は、形状を図面化するには測量技術を用いて、測定対象の複数のポイントを測定し、そのポイント間を机上で線で結ぶなどしてきた。しかし測定対象が大きい、あるいは近寄れないなど実測が難しい場合も多く、また実測に多くの時間と複数の作業員が必要であった。
2012年には溶接に用いる遠隔技術への応用が発表され、取得した画像を重ね合わせ精度を高める計測の道は、2016年に開かれた。測定機器のレーザー技術ならびに計測値を演算するコンピュータ能力の飛躍的な向上、デジタル通信や無線アクセスの技術発展、ハンディ機器（タブレットなど）の能力が高まるとともに価格が下がると、3Dスキャニングのハードルが大きく下がって適用は範囲を広げた。
主要な計測項目のうち、測定範囲は測定器を中心に50m程度までであり、測定精度は測定器からの距離に比例して落ちるが1mm程度である。
代表的なメーカーに、ヘキサゴン (スウェーデンの企業)、ライカ、ファロー、キーエンスがある。

### 用途
収集した3Dデータは鋳造技術や考古学の研究、生物学の観察などのような分野で活用されている。
また3Dスキャナー機器は撮影スタジオ「Iris」へ応用され、エンターテインメント業界でも知的財産として映画や仮想現実、コンピューターゲームの制作に利用されている。あるいはデジタルカメラ技術との融合も進んだ。
その他の一般的な用途にはAR（拡張現実）を含み、モーションキャプチャ、ジェスチャ認識などの認識技術、ロボットを用いたマッピングあるいは身体の寸法を採ったり（計測技術）、工業デザイン、リバースエンジニアリングおよびプロトタイピングなどの手法、品質管理・品質検査、非破壊検査への応用ほか、文化的人工物のデジタル化によって記録を汎用化したり、データの実体化の一例として矯正器具および義肢の開発と製作をあげることができる。

## 機能
3Dスキャナの目的は、通常3Dモデルを作成することである。
3Dモデルは、対象の表面を幾何学的にサンプリングしたポリゴンメッシュまたは点群で構成される。
これらの要素は、対象の形状を推定するために使用される(再構成と呼ばれるプロセス)。
各点の色情報を収集すれば、対象の表面の色や質感も決定できる。
3Dスキャナはカメラに類似している。
通常のカメラと同じく、それらは円錐状の画角を持ち、遮られていない物体表面の情報のみを収集できる。
カメラが視野内の物体表面に関する色情報を収集するのに対し、3Dスキャナは視野内の物体表面までの距離情報を収集する。
これにより、画像内各点の三次元位置を特定できる。
状況によっては、1回のスキャンでは対象の完全なモデルが生成できないことがある。
異なる方向からのスキャンは、一般に対象全体に関する情報を取得するのに役立つ。
これらのスキャンデータは、アライメントまたはレジストレーションと呼ばれる共通の参照システム
を使った結合を行い、完全な3Dモデルとする必要がある。
単一範囲のマップから全体モデルを構築するこのプロセスは、3Dスキャンパイプラインとして知られている。

## テクノロジー
対象の三次元形状をデジタル的に取得するためのさまざまな方法が存在する。
3D技術は、光学、音響、レーザースキャン、レーダー、熱、地震探査など多くのセンサで活用できる。
3Dスキャンは、接触式と非接触式の2つのカテゴリに分類できる。
非接触式は、さらに能動型と受動型の2つのカテゴリに分類できる。

### 接触式

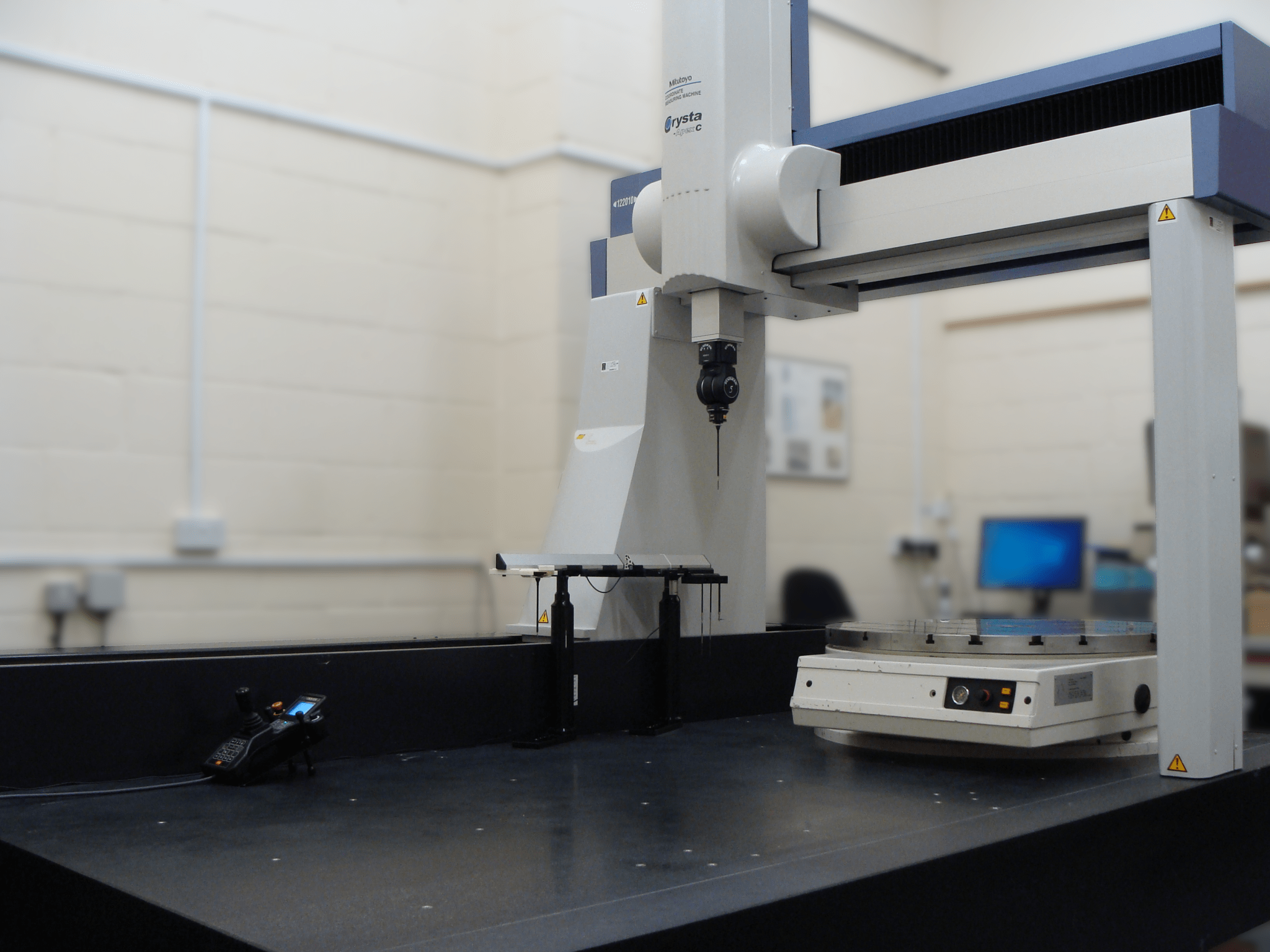
スキャニングプローブを備えた座標測定機(CMM)

接触式3Dスキャナは、物理的に接触するプローブが部品の周りを移動するときのセンサの位置を記録することで機能する。
接触式3Dスキャナには2つのタイプがある。
- ひとつは、3軸の直交移動軸を備えた伝統的な座標測定機(CMM)であり、Z軸にタッチプローブを備える。タッチプローブが部品の周囲を移動すると、各軸のセンサが位置を取得して、XYZ座標を生成する。最新のCMMには、旋回センサヘッドによって2軸が追加提供される5軸システムのものもある。座標測定機は、ミクロン単位の精度を実現する最も正確な3D形状測定機である。座標測定機の精度以外の利点は、自動(CNC)モードのものも手動プローブシステムのもの可能なことである。座標測定機の欠点は、初期費用の高さと操作に技術的知識が必要なことである。
- もうひとつは、多関節アーム型であり、通常、アームの各関節に回転センサを備えている。直交座標測定機と同じく、多関節アームが部品の周りを動くと、手首やヒンジの回転角度と複雑な数式によってアーム端の位置が計算される。直交座標測定機ほどではないが、多関節アーム型はそれでも高い精度を実現し、安価で若干使いやすい。CNC機能は通常無い。

最新の直交座標測定機と多関節アーム型の両方とも、タッチプローブの代わりに非接触レーザースキャナを取り付けることができる。

### 非接触能動型
能動型スキャナは、物体や環境を調査するために、なんらかを放射あるいは光を照射し、その反射や物体を通過する放射線を検出する。
使用される放射源として、光、超音波、あるいはX線がある。

#### TOF
TOF(time-of-flight)3Dレーザースキャナは、レーザー光を使用して対象物を調べる能動型スキャナである。主要素は、TOFレーザー距離計である。
TOFレーザー距離計は、光パルスの往復時間を計測することで物体表面までの距離を測定する。
パルスレーザーを照射してから、反射光が検出器で検知されるまでの時間を測定する。
光速 {\displaystyle c} は既知であるため、往復時間によって光の移動距離(スキャナと物体表面の距離の2倍)が決まる。
{\displaystyle t} が往復時間の場合、距離は {\displaystyle \textstyle c\!\cdot \!t/2} となる。
TOF3Dレーザースキャナの精度は、時間tをどれだけ正確に測定できるかによって決まる。約3.3ピコ秒の間に、光は1ミリメートル進む。
レーザー距離計は、その光軸方向の1点までのみの距離を検出する。
したがって、スキャナは、距離計の光軸方向を変化させて、視野全体の点をスキャンさせる。
レーザー距離計の視野方向は、距離計自体を回転させるか、回転ミラーを使用することで変える。
ミラーは軽いので、後者の方法はより高速かつ高精度に回転でき、よく使用されている。
一般的なTOF3Dレーザースキャナは、毎秒10,000～100,000点の距離を測定できる。
TOFは、2D構成でも利用でき、TOFカメラと呼ばれている。

#### 三角測量法

レーザー三角測量センサーの原理。ふたつの対象物の位置が示されている。

三角測量に基づく能動型3Dレーザースキャナもある。
TOF3Dレーザースキャナと同じく、3Dレーザースキャナも対象物にレーザーを照射するが、カメラを利用してレーザードットの位置を検知する。
物体表面までの距離に応じて、レーザーがあたったドットはカメラの視野内の異なる位置として検出される。
レーザードット、カメラ、レーザー光源位置が三角形を形成するため、この方法は三角測量法と呼ばれる。
三角形の一辺の長さ、つまりカメラとレーザー光源との距離は既知であり、レーザー照射の角度も既知であるので、カメラとレーザードットの角度は、カメラ視野内のレーザー点の位置を検出することで決定できる。
これら3つの情報によって、三角形の形状と大きさが完全に決定され、レーザードットの位置が決まる。
ほとんどの場合、取得プロセスを高速化するために、単一のレーザー点ではなく、レーザーストライプで対象を掃引する。
距離を測定するための三角測量法の使用は古代にまで遡る。

#### 利点と欠点
TOF型距離計は、キロメートル単位に及ぶ長距離で動作することができる。
したがって、このスキャナは、建物や地形の特徴などの大きな構造のスキャンに適している。
欠点は、光の速度が速いために往復時間の測定が難しく、距離測定の精度がミリメートル単位と比較的低いことである。
一方、三角測量距離計の測定範囲は、手頃なサイズのデバイスでは通常数メートルに制限されるが、精度は比較的高い。
三角測量距離計は、数十マイクロメートル単位の精度も可能である。
TOF型スキャナは、レーザーが物体のエッジに当たると精度が落ちる可能性がある。これは、ひとつのレーザーパルスに対してふたつの異なる場所からの情報がスキャナに返ってしまうからである。
対象のエッジに当たった点のスキャナ位置に対する相対座標は平均に基づいて計算されるため、測定点が間違った場所に配置されてしまうのである。
対象に対して高解像度スキャンを使用すると、ビームがエッジに当たる可能性が高まり、結果として得られるデータには対象のエッジのすぐ後ろにノイズが表示されやすくなる。
ビーム幅が狭いスキャナはこの問題の解決に役立つが、距離によってビーム幅は増加するため、測定範囲は制限される。
ソフトウェアは、レーザービームが当たる最初の対象の検出に2番目の対象の影響をキャンセルさせるべきか判断するのに役立つ。
サンプル数10,000点程度の低解像度スキャンの所要時間は1秒未満だが、数百万サンプルを必要とする高解像度TOF型スキャナでは数分かかる場合もある。
これにより生じる問題は、動きによる歪みである。
各ポイントが異なる時間にサンプリングされるため、物体またはスキャナに動きがあると、収集されたデータに歪みが生じる。
したがって、通常は物体とスキャナの両方を安定したプラットフォームに取り付け、振動を最小限に抑える必要がある。
このようなスキャナでは、動いている物体をスキャンするのは非常に困難である。
最近では、微量の振動による歪み
や、運動や回転による歪みを補償する研究が行われていまる。
短距離レーザースキャナは、通常1メートルを超える被写界深度をカバーできない。
長時間スキャンすると、温度変化によりスキャナの位置にわずかな変化が生じる可能性がある。
スキャナが三脚に設置されていても、片側に強い日光があたる場合、三脚の片側が膨張し、スキャンデータがゆっくりと歪んでいってしまう。
一部のレーザースキャナには、スキャン実行中のスキャナの動きを補償する仕組みがある。

#### コノスコピック ホログラフィー
コノスコープシステムは、レーザー光を物体表面に照射し、同じ光路に沿って戻ってきた反射光を複屈折結晶通過の後、CCDで撮像するものである。
その結果は回折パターン状であり、それを周波数解析することで、測定面までの距離を決定できる。
コノスコピックホログラフィーの利点は、測定に必要な光路がひとつだけのために、例えば、小さな穴の深さを測定できる可能性があることである。

### ハンドヘルドレーザースキャナ
ハンドヘルドレーザースキャナは、上記の三角測量法によって3D画像を作成するものである。レーザーの点またはラインがハンドヘルドデバイスから対象に投影され、センサ(通常はCCDイメージセンサまたは光位置センサ)で物体表面までの距離を測定する。
データは内部座標系で取得されるため、移動しているスキャナでデータを収集するには、スキャナの位置も検出する必要がある。
スキャナ位置は、スキャン対象表面上の参照要素(通常は粘着性反射タブだが、研究では自然な特徴も使用されている)を使用するか、外部からのトラッキングにより検出する。
外部からのトラッキングには、多くの場合、センサの位置を取得するレーザートラッカーとスキャナの向きを取得するカメラの組み合わせ、または3台以上のカメラでスキャナの6自由度すべてを取得する写真測量の形をとる。
どちらの方法も、スキャナに取り付けられた赤外線LEDを使用することが多く、周囲の照明に耐えるためフィルターを通してカメラで撮影する。
データはコンピュータによって収集され、三次元空間のデータポイントとして記録される。
これを処理することで、三角メッシュに変換し、多くの場合、非一様有理Bスプライン曲面としてCADモデルに変換できる。
ハンドヘルドレーザースキャナのこのデータに、受動的可視光センサにより得られる物体表面の質感や色を組み合わせることで、完全な3Dモデルを構築(または「リバースエンジニアリング」)することができる。

### 構造化照明
構造化照明3Dスキャナは、対象に光のパターンを投影して、対象物上のパターンの変形を観察するものである。
パターンは、液晶プロジェクタその他の安定した光源を使用して対象に投影される。
パターンプロジェクターからわずかにオフセットされた位置のカメラがパターンの形状を撮影し、視野内のすべての点までの距離を計算する。
構造化照明スキャンは引き続き非常に活発な研究分野であり、毎年多くの研究論文が発表されている。
構造化照明パターンのパーフェクトマップは対応問題を解決し、エラー検出とエラー修正を可能にするのに有用である。
構造化照明3Dスキャナの利点は、速度と精度である。
構造化照明スキャナーは、1点ずつスキャンするのではなく、複数の点または視野全体を一度にスキャンする。
視野全体をほんの数秒でスキャンすることで、動きによる歪みの問題が軽減または排除される。
既にシステムの中には、移動する物体をリアルタイムでスキャンできるものもある。
デジタルフリンジ投影と位相シフト技術を使用した構造化照明リアルタイムスキャナが開発されており、顔の表情など動的に変形する可能性がある対象の高密度の詳細を40フレーム/秒で画像取得、再構成、表示することができる。
最近開発された別のスキャナシステムでは、さまざまな照射パターンを適用することで、120フレーム/秒のフレームレートでの画像取得とデータ処理を実現している。ふたつの動く手など分離している物体表面をスキャンすることもできる。
バイナリ・デフォーカス技術を利用することで、1秒あたり数百から数千フレームもの速度への飛躍的な進歩が達成されている。

### 変調光3Dスキャナ
変調光3Dスキャナは、連続的に変化する光を対象に照射するものである。
一般的には、光の振幅を単純に正弦波パターンで周期的に変動させている。
カメラが反射光を検出して、パターンの移動量により光路距離を決定する。
変調光によって、スキャナのレーザー以外の外乱光を無視でき、干渉が起きない。

### 立体データ化の技術

#### 医療用
CTは、大量の2次元X線画像から物体内部の三次元画像を生成する医療画像処理方法である。MRTも同じく物体内部の三次元画像を生成する医療画像処理技術であり、CTより優れたコントラストを提供、身体のさまざまな軟組織間の正確な分析ができるため、神経(脳)、筋骨格、心臓血管、腫瘍(がん)の画像処理に特に役立つ。
これらは、等値面抽出アルゴリズムによって、直接視覚化、操作、3D曲面への変換が可能な3D立体表現を生成する。

#### 工業用
CT、マイクロトモグラフィー、MRIは医学分野で最も一般的だが、非破壊検査、リバースエンジニアリング、生物学的標本や古生物標本の研究など、他の分野でも物体やその内部のデジタル表示に使われている。

### 非接触受動型
受動型3Dイメージングは、それ自体はいかなる種類の放射もせず、周囲からの反射の検出に依存する。このタイプのほとんどは、容易に入手できる周囲放射である可視光を検出する。赤外線などの他の種類も使用できる。受動的な方法は、ほとんどの場合、特定のハードウェアを使わずに単純なデジタルカメラで構築可能なため、非常に安価になる。
- ステレオスコープシステムは通常、距離を離した2台のビデオカメラを使用して、同じシーンを撮影する。各カメラで撮影された画像間のわずかな差異を分析することで、画像内各点までの距離を決定することができる。この方法は、人間の立体視と同じ原理に基づいている[40]。

- 測光システムは、通常、単一のカメラを使用するが、さまざまな照明条件によって複数の画像を撮影することができる。この方法は、ピクセル毎の物体表面の向きを再現するために、反転画像を得ようとするものである。

- シルエット技法は、三次元対象物の周囲の強いコントラストの輪郭を使用する。シルエットは、対象外殻の外観のようなものである。この方法では、椀形の内側など物体の凹部は検出できない。

#### 写真測量非接触受動型

固定カメラアレイなど、複数の視点から撮影された画像から写真測量再構成パイプラインにより、3Dメッシュまたは点群が生成される。

写真測量は、写真画像の分析に基づいて、物体の3D形状に関する信頼できる情報を与える。結果として得られる3Dデータは、通常、3D点群、3Dメッシュ、または3Dの1点である。最新の写真測量ソフトウェアは、大量のデジタル画像を自動分析するが、ソフトウェアが再構成パイプラインの重要なステップであるカメラの3D位置を画像から自動決定できない場合、手動操作が必要になることがある。
PhotoModeler、Geodetic Systems、Autodesk ReCap、RealityCapture、Agisoft Metashapeなど、さまざまなソフトウェアパッケージが利用可能である。
- 近距離写真測量では、通常、単焦点レンズを備えたデジタル一眼レフカメラなどの手持ちカメラを使用して、対象の画像を撮影し、3D再構成をする[42]。被写体には、建物のファサード、車両、彫刻、岩、靴などが含まれる。

- 複数のカメラを同期させて同時に複数の視点から対象を撮影するカメラアレイを使用、再構成すれば、人やペットなどの生きた対象の3D点群やメッシュを生成できる[43]。
- 広角写真測量は、全天球カメラなどの広角レンズカメラを使用することで、建物の内部や囲まれた空間を取得するのに使用できる。
- 航空写真測量は、衛星、民間航空機、または UAVドローンによって取得された航空画像を使用するもので、建物、構造物、地形の画像を収集し、点群またはメッシュとして3D再構成する。

### センサデータの取得
LIDARデータと高解像度画像から半自動での建物抽出も可能である。この方法により、物理的にその場所や対象に近づくことなくモデリングが可能になる。
航空LIDARデータからデジタルサーフェスモデル(DSM)の生成が可能であり、地面よりも高い物体の自動検出ができる。
建物に関する一般的な知識に基づいて、大きさ、高さ、形状情報などの幾何学的特徴を使用して、建物を他の対象から分離させる。
抽出された建物の輪郭は、直交アルゴリズムを使用して簡略化され、より良い作図品質が得られる。
屋根の稜線を嶺解析により抽出することで、建物は、屋根稜線と傾斜情報に応じた3種類のモデル(陸屋根、切妻、寄棟)を使用して、再構成される。

### 現地でのデータ取得
LIDARその他のレーザースキャンは、高さや距離の情報を自動で高速に収集する。
LIDARやレーザーは、建物の高さ測定用として有望になってきている。
航空LIDARと地上レーザースキャンの両方を使った商用アプリケーションは、建物の高さを抽出するための高速かつ正確な方法である。
建物の抽出は、建物の位置、地上高、向き、大きさ、屋根高さなどを決定するために必要である。
ほとんどの建物は、一般的な多面体、つまり平面と直線による境界の表現で十分に詳細を記述できる。
建物の占有領域を多角形で表現するなどのさらなる処理が、GISデータベースに保存するために施される。
フリュー氏とザコール氏は、レーザースキャンおよび地上や上空から撮影した画像を用いて、テクスチャ付き3D都市モデルを自動的に作成するアプローチを紹介している。
このアプローチでは、詳細なファサードモデルを航空モデルと結合させている。
航空モデリングプロセスでは、上空からのエリア全体の撮影から地形形状や建物屋根などの0.5メートル解像度でのモデルが作られる。
地上でのモデリングプロセスからは、建物のファサードの詳細なモデルが作成される。
航空レーザースキャンから取得したデジタルサーフェスモデル(DSM)を使用して、取得機体の位置を特定し、モンテカルロ位置推定(MCL)によって地上のファサードを航空モデルに合わせる。
最後に、ふたつの異なる解像度のモデルを結合して3Dモデルを取得する。
ハーラ氏、ブレナー氏、アンダース氏は、航空レーザー高度計により得られた高さデータに、建物の既存の平面図を組み合わせた。
建物の平面図は、アナログの地図や平面図、デジタルの2DGIS形式で既に取得されている。
このプロジェクトは、これらのさまざまな種類の情報の統合による自動データ取得を可能にするために行われた。
プロジェクトでは、地上画像のマッピングなどによりテクスチャ処理を施した仮想現実都市モデルが生成された。
このプロジェクトは、3D都市GISの高速取得の実現可能性を示した。
検証済みの地上平面図は、3D建物再構成のための非常に重要な情報源となる。
自動的な方法と比べ、この平面図には人間が解釈して統合した情報を持っているため、より信頼性が高い。
したがって、この平面図によってプロジェクトのコストを大幅に削減できる。

### Cost
未翻訳本文

## 再構成

### 点群から
3Dスキャナや3Dイメージングによって生成された点群は、建築や建設の世界において測定や視覚化に直接使用できる。

### モデルから
ほとんどの場合、ポリゴン3Dモデル、NURBSサーフェスモデル、あるいは編集可能なフィーチャベースのCADモデル (別名ソリッドモデル)が使用される。
- ポリゴンメッシュモデル:

ポリゴン表現では、曲面が多数の小さな平面からなる多角形としてモデル化される(球体をミラーボールとしてモデル化したようなもの)。ポリゴンモデル(メッシュモデルとも呼ばれる)は、一部のCAM(つまり、機械加工用途)における視覚化には役立つが、一般に「重い」(つまり、大容量データ)ため、この形式は編集には不向きである。ポリゴンモデルへの再構成には、連続した面を作成するために、隣接する点を見つけて直線で接続する必要がある。無料および有料の多くのアプリケーションが利用できる(例: 
GigaMesh、 MeshLab、PointCab、kubit PointCloud for AutoCAD、Reconstructor、imagemodel、PolyWorks、Rapidform、Geomagic、Imageware、Rhinoceros 3Dなど)。
- サーフェスモデル:

より洗練された次のレベルのモデリングとして、曲面パッチのキルトを使用した形のものがある。NURBS、TSpline、または曲線トポロジなどの曲線で表現される。
NURBSを使用すれば、球形は真に数学的な球にできる。一部のアプリケーションはパッチレイアウトが手動だが、クラス最高のものは自動パッチレイアウトと手動レイアウトの両方を提供する。これらのパッチは、CADへ出力した際に軽量で操作しやすいという利点がある。サーフェスモデルはある程度編集可能だが、面を変形させるための押したり引いたりする彫刻的な編集のみ可能である。有機的で芸術的な形状のモデリングに適している。Rapidform、Geomagic、Rhinoceros 3D、Maya、T Splinesなどで使える。
- ソリッドCADモデル:

エンジニアリング/マニュファクチャリングの視点での形状デジタル化の最終形は、編集可能なパラメータによるCADモデルである。球体は、形状特性パラメータ(中心点と半径)によって記述され、その値を変更することで簡単に編集できる。
このCADモデルは、単に対象の包絡面や形状を記述するだけでなく、「設計意図」(つまり、重要な形状特性と他の形状特性との関係) も表現する。
形状だけでは明らかではない設計意図の例として、ブレーキドラムのラグボルトがある。これはドラム中心の穴と同心でなければならない。
この知識により、CADモデルを作成する順序と方法が決まる。この関係を認識している設計者は、外径を基準にラグボルトを設計するのではなく、穴中心を基準にラグボルトを設計するだろう。CADモデルの作成者は、形状と設計意図の両方を含む完全なCADモデルを望んでいる。
ベンダーは、パラメトリックCADモデルのためのさまざまな方法を提供している。NURBSサーフェスをエクスポートし、CAD設計者に任せてCADでモデルを完成させるものもある (Geomagic、Imageware、Rhinoceros 3Dなど)。
また、スキャンデータから、編集と検証が可能な形状特性ベースのモデルを作成する、つまりフィーチャツリー(形状特性構成)をそのままCADに取り込める、形状と設計意図の両方を備えた完全なネイティブCADモデルを生成するものもある(Geomagic、Rapidformなど)。例えば、市場では、SolidWorksなどの確立されたCAD用のさまざまなプラグインが提供されている。 
Xtract3D、DezignWorks、Geomagic for SolidWorksを使用すると、SolidWorks内で3Dスキャンを直接操作できる。また他のCADアプリケーションは、限定されたポイントまたはポリゴンモデルをCAD環境 (CATIA、AutoCAD、Revitなど)内で操作できる堅牢さを有する。

### 多層2Dスライスから

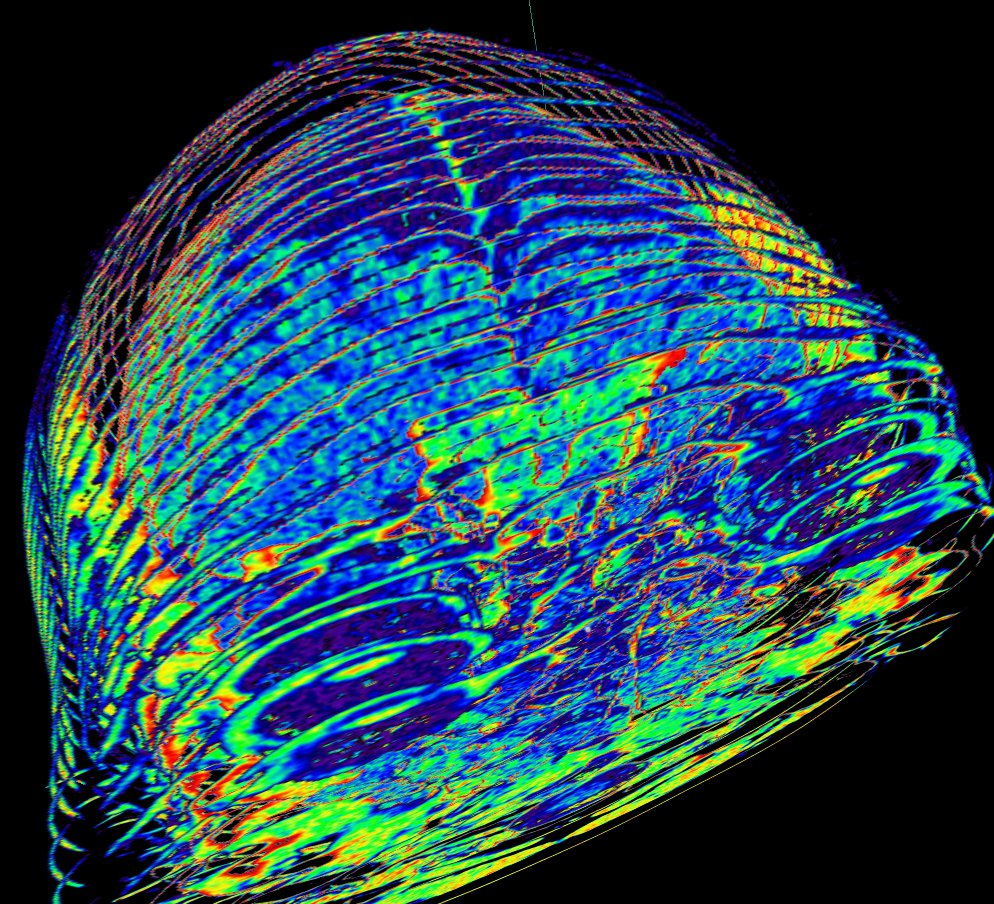
脳と眼球のCTスキャン3D再構成DICOM画像。この画像では、骨または空気の密度の領域を透明として、断面を積み重ねて空間配置されてる。脳の周囲外環は、頭蓋骨の外側にある皮膚と筋肉の軟組織である。背景が黒いボックスで囲まれて示されている。これらは単に積み重ねられた2D画像であり、端から見ると厚さがゼロであるが、各DICOMデータは、薄くスライスにされた平均約5mmの物質を表している。

CT、工業用CT、MRI、マイクロCTスキャナは、点群を生成するのではなく、多層2D断面(それぞれをトモグラフ像と呼ぶ)を生成し、これらを積み重ねて3D表現をする。必要な出力に応じて、これを行ういくつかの方法がある。
- ボリュームレンダリング:

通常、対象の異なる部位は、しきい値をまたぎ異なるグレースケール密度となっているので、それにより三次元モデルを構築し、画面上に表示することができる。さまざまなしきい値から複数のモデルを構築し、対象の各部位を異なる色で表すことができる。ボリュームレンダリングは通常、スキャンされた対象の視覚化にのみ使用される。
- 画像セグメンテーション（英語版）:

異なる部位が同じようなグレースケール値を持つ場合、ボリュームレンダリングのパラメーターを調整するだけではそれらを分離できない可能性がある。この解決には、セグメンテーションと呼ばれる、画像から手動または自動で分離する手順が用いられる。画像セグメンテーション用のソフトウェアでは、通常、セグメント化された構造をCADまたはSTL形式で出力して、さらに操作することができる。
- イメージベースメッシュ（英語版）:

コンピューター解析(CFDやFEAなど)に3D画像データを使用する場合、CADからデータを単純にセグメント化してメッシュ生成すると時間がかかり、多くの画像データの複雑な形状では事実上扱いにくくなる。
イメージベースメッシュは、正確かつ現実的な幾何学表現をスキャンデータから自動生成する。

### レーザースキャンから
レーザースキャンは、レーザーを使用して物体表面をサンプリング、スキャンする一般的な方法である。
いくつかの利用分野が存在し、使用されるレーザーのパワー、そしてスキャンプロセスが異なる。
低出力レーザーは、デジタル化するだけで済む場合など、スキャンされた物体表面に影響を与える必要がない場合に使用される。
共焦点や3Dレーザースキャンは、スキャンされた物体表面に関する情報を取得する方法である。
別の低出力の利用例では、構造化照明を使用して太陽電池の平坦度計測におて2000枚/時を超えるウェーハの応力算出を可能にしている。
産業用のレーザースキャン装置のレーザー出力は、概ね通常、1W未満である。多くは200mW以下だが、場合によってはそれ以上になる。

### 写真から
ステレオ画像を使用することで、3Dデータの取得と対象の再構成ができる。
ステレオ写真測量法またはオーバーラップさせて撮影した画像での写真測量法は、2D画像を使用した3Dマッピングと再構成の主要な方法である。
カメラやデジタルカメラを使用して建物などの物体を近くから撮影し、航空写真測量とまったく同じ理論を使用して再構成する近距離写真測量も、成熟レベルにある。
これを実行できるソフトウェアの例とて、VexcelFotoG 5が挙げられる。
このソフトウェアは現在、Vexcel GeoSynthに置き換わっている。
同類のソフトウェアとして、Microsoft Photosynthがある。
2D航空ステレオ画像から、3D形状構造データを取得する半自動の方法が、シシ・ズラタノワによって発表されている。
この方法では、3Dの対象を自動的に再構成するために多数の点を手動でデジタル化することが必要である。
再構成されたそれぞれの対象物は、ワイヤフレーム像とステレオモデルを重ね合わせることで検証される。
形状構造化された3Dデータはデータベースに保存され、対象物の視覚化などに使用される。2D画像を使用して3Dデータを取得するソフトウェアとして、次のものが挙げられる。
Metashape 、RealityCapture、ENSAIS Engineering College TIPHON (Traitement d'Image et PHOtogrammetrie Numerique).
建物モデルを地形情報システムの地形データと合体するコンセプトによる半自動の建物抽出方法が、フランツ・ロッテンシュタイナーによって開発された。
彼のアプローチは、写真測量に複合モデル手法を適用し、推定される建物パラメーターを統合するものである。
建物は単純なプリミティブに分解され、個別に再構成された後、ブーリアン演算によって結合される。
プリミティブと統合された建物モデル両方の内部データ構造は、境界表現によっている。
張氏のアプローチでは、複数の画像から表面形状を再構成する方法が使用されている。
基本アイデアは、3Dステレオデータと2D補正画像の統合を検討することである。
このアプローチは、複数の画像から幾何学的精査によってロバストかつ正確とされた特徴点のみ、空間再構成させるという思想である。
ステレオデータの密度不足と避けられない欠落は、複数の画像からの情報を使用して埋める必要がある。
つまり、このアイデアは、最初にステレオ像から小さな表面パッチを構築し、次に最良優先戦略を使用してその近傍画像の信頼できるパッチを表面全体に徐々に伝播させるものである。
課題は、与えられたステレオ画像から最適な局所表面パッチを探し出すことに帰着する。
マルチスペクトル画像も、3D建物検出に使用される。
手前(建物を覆う草木)と奥(建物)のデータに植生指数を使用して加工される。
投影または透過またはその組み合わせによる単一画像から物体間の測定をする技術も採用されている。
この技術は、処理時間が速く、ステレオ測定よりもはるかにコストが低い。

## ギャラリー
- ナガスクジラの骨格を3Dスキャンして画像化する作業（スロベニア自然史博物館所蔵（英語版）、2013年8月）
- ミニチュア遊園地マドローダムに設置した3D画像撮影用のブース（画面奥、ファンタジトロン製）。手前の台にガラス容器を並べ、撮影データを加工したミニチュア像を展示してある。
- 20分の1スケールで撮影した3D自撮り画像（英語版）を石膏で立体に整形したサンプル。複数の2次元画像を撮影して再構成し、Shapeways（英語）を使って造ったもの。（オランダの遊園地マドローダムで撮影し造形）